# Orientzomus sawadai
Espèce
Synonymes
- Trithyreus sawadai Kishida, 1930

Orientzomus sawadai est une espèce de schizomides de la famille des Hubbardiidae.

## Distribution
Cette espèce est endémique de l'archipel d'Ogasawara dans l'archipel Nanpō au Japon,.

## Étymologie
Cette espèce est nommée en l'honneur de Shuzaburo Sawada.

## Publication originale
- Kishida, 1930 : On the occurrence of the genus Trithyreus in Bonin Islands. Lansania, vol. 2, no 12, p. 17-19.